# هرمان شيرير
هرمان شيرير هو رسام سويسري، ولد في 8 فبراير 1893 في Rümmingen ‏ في ألمانيا، وتوفي في 13 مايو 1927 في بازل في سويسرا.